# Olidans kraftverk
Olidan är ett område vid Göta älv nedanför vattenfallen i Trollhättan. Ett av två vattenkraftverk som finns i Trollhättan ligger här. Det andra kraftverket heter Hojum. Olidans kraftverk som använder det mellersta och största fallet i Göta älv hette Trollhättans kraftstation eller Trollhätte kraftverk fram till dess att Hojums kraftverk var byggt. Olidan är statligt byggnadsminne sedan 18 november 2004.
Olidan (då Trollhättans kraftstation) var svenska statens första vattenkraftprojekt. År 1905 köptes företaget Nya Trollhätte Kanalbolag som ombildades till statligt verk. Företaget ombildades på nytt år 1909 och fick då namnet Kungliga Vattenfallsstyrelsen som senare blev Vattenfall. År 1907 påbörjades kraftverksbygget under ledning av det statliga verkets direktör Vilhelm Hansen. Kraftverkets fyra första aggregat togs i bruk i mars 1910 och 1914 sattes det åttonde aggregatet i drift. Kraftstationen hade en kapacitet på 250 kubikmeter per sekund. År 1921 hade kraftverket byggts ut med ytterligare fem aggregat. Vattnet till kraftstationen leds fram via en 17 meter djup kanal som går förbi Trollhättefallen och parallellt med Trollhätte kanal. Arkitekt var Erik Josephson.
År 1908 levererades den första strömmen till Skara. År 1909 hade kraftledningar dragits söderut till Göteborg, 1911 till Skövde i öster och 1922 hade Uddevalla i väster och Åmål i norr försetts med elektricitet från Olidan då kraftverket hade ett distributionsområde med en radie på 140 kilometer. De elektrokemiska och elektrotermiska industrierna i närheten tillhörde de största förbrukarna liksom driften av Statens järnvägars västra stambana mellan Göteborg och Stockholm i samband med den kraftigt expanderande järnvägselektrifieringen. Trollhättans kraftverk gav ett ”icke oväsentligt” energitillskott till Älvkarleby kraftverks och Motala kraftsverks distribution. År 1928 genererade kraftverket 839 miljoner kilowattimmar.
Under andra världskriget var Olidan utrustad med luftvärnskanoner på taken. Dessa togs sedan bort efter krigsslutet år 1945. En mindre provisorisk kraftstation hade uppförts strax intill Olidanstationen. Den nerlagda kraftstationen användes från 1940-talet och fram till 1987 som provstation för Nohabs turbiner. Kraftstationen är kulturminnesmärkt och fick en varsam totalrenovering som var klar till stationens etthundraårsfirande år 2010.
Direktören för kraftverket bodde i Olidans herrgård fram till 1990-talet då den övergick i privat ägo.

## Tekniska data
- Maskinsalen innehåller 13 horisontala tvillingturbiner av Francistyp vardera om 12 500–13 200 hästkrafter.
- Maximal vattenföring genom samtliga 13 turbiner: 520 kubikmeter/sek.
- Totalt 13 aggregat varav tio går att köra idag. Tre aggregat är avställda på grund av otillräcklig vattenkapacitet enligt gällande vattendom.

## Bilder

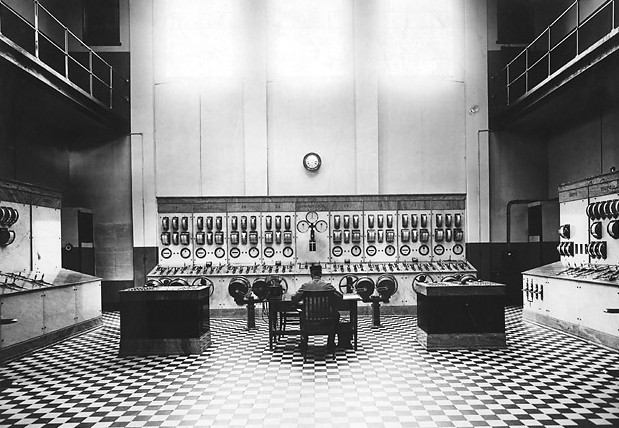
Manöverrummet, 1940-tal
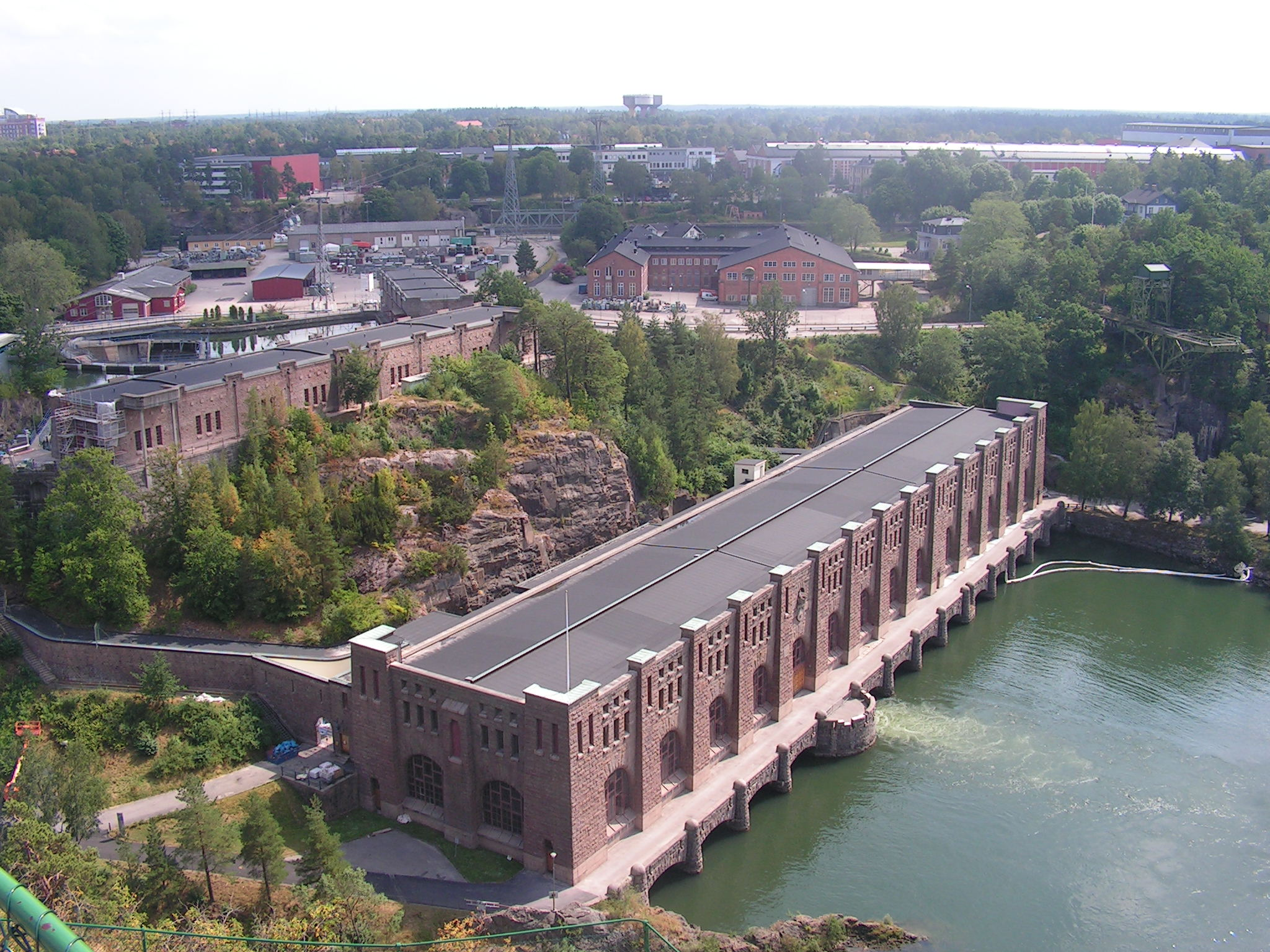
Utsikt från Kopparklinten
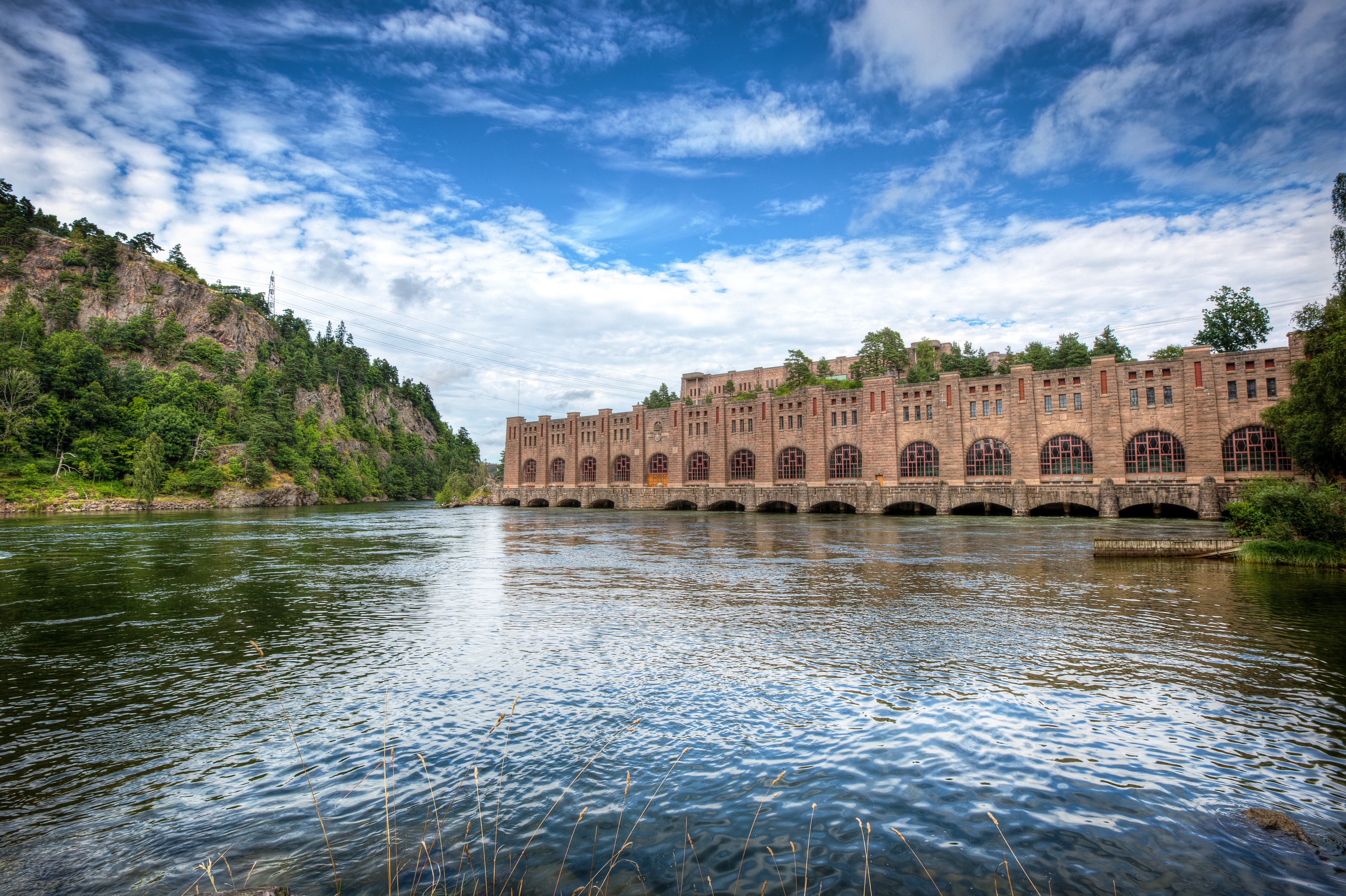
Olidans kraftverk
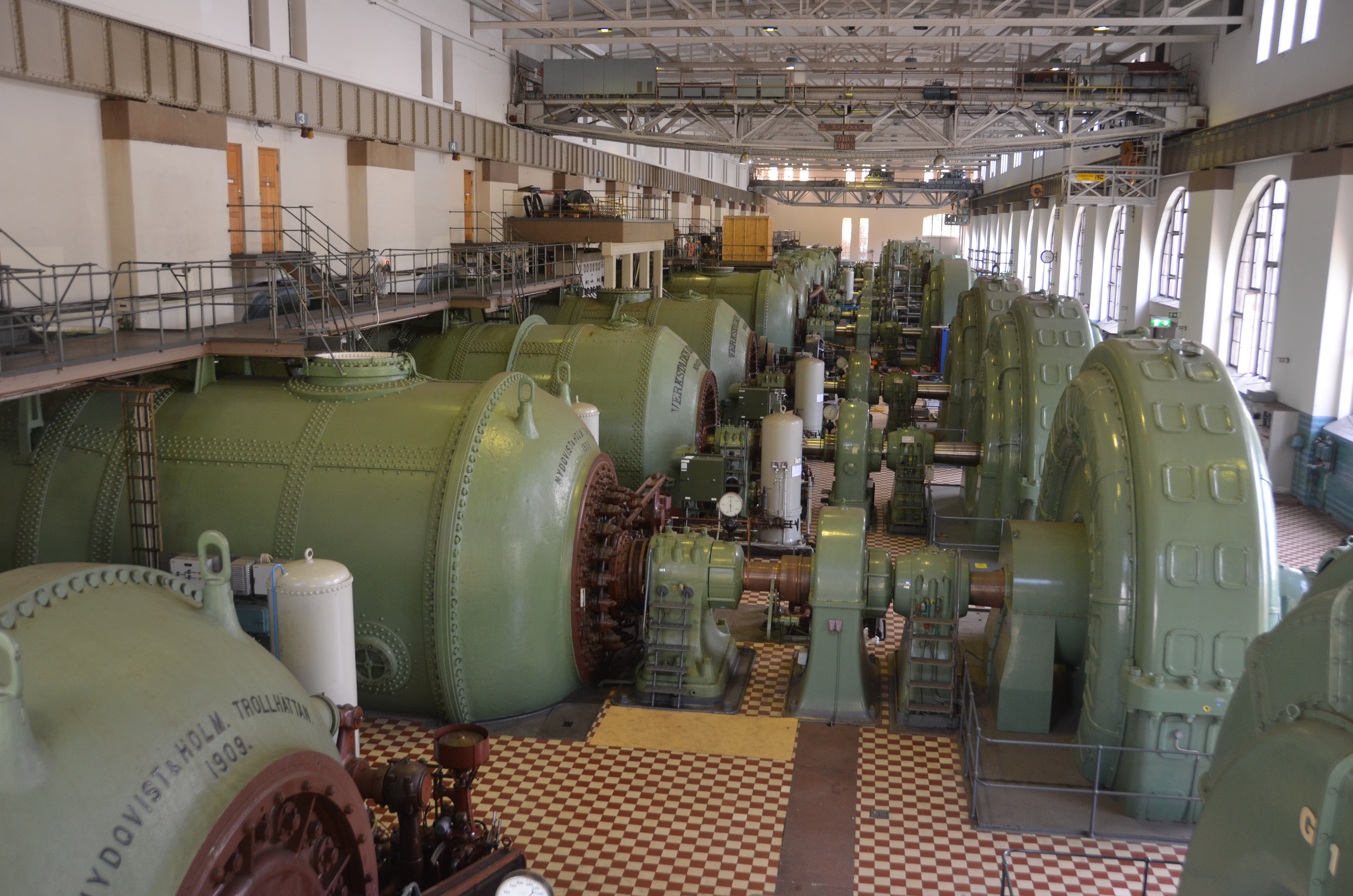
Maskinhall
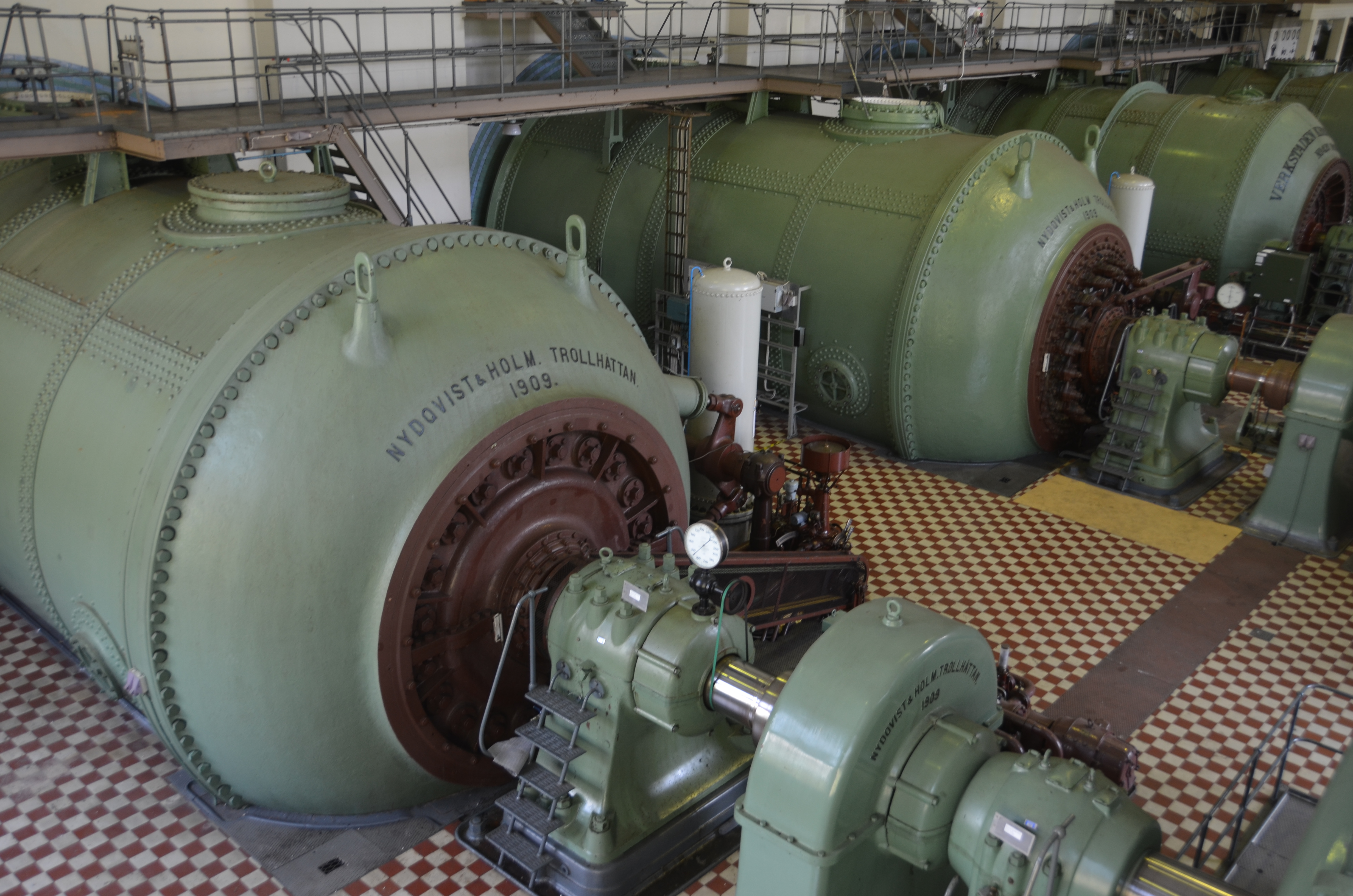
Turbiner